# 薩摩鶴田站
薩摩鶴田站（日语：／ Satsuma-Tsuruda eki */?）為位於鹿兒島縣薩摩郡鶴田町（現時：薩摩郡薩摩町）鶴田的日本國有鐵道（國鐵）宮之城線的鐵路車站（廢站）。
此站曾經因有較多的學生通勤，加上曾運送鶴田水壩的建材而較為繁榮。但隨著汽車在社會上的流行，使用國鐵通勤的人次逐漸減少，最後在1987年（昭和62年）1月10日，宮之城線廢線時而廢站。

## 歷史
- 1934年（昭和9年）7月8日：宮之城至此站之間開通，此終點站啟用[2]。
- 1935年（昭和10年）6月9日：此站至薩摩永野之間開通，成為中途車站。
- 1961年（昭和36年）：隨著開展鶴田水壩（日语：鶴田ダム）工程，設置了九州地方建設局的專用側線[3]。
- 1964年（昭和39年）：隨著鶴田水壩工程完成，九州地方建設局專用側線被廢除[3]。
- 1971年（昭和46年）1月8日：結束貨運業務[3]。
- 1984年（昭和59年）2月1日：結束行李起卸業務[1]。
- 1985年（昭和60年）3月14日：成為無人車站[4]。
- 1987年（昭和62年）1月10日：隨著宮之城線全線廢除，此站也被廢除[1]。

## 車站構造
此站為無人車站，曾經設有2面2線的相對式月台和木造站舍。後來在成為無人站後把閉塞廢除，只使用靠近站舍一方的月台（1面1線）。

## 使用狀況
以下為一年上下車人次和貨物起卸量。
| 年度               | 上下車人次（人） | 上下車人次（人） | 貨物起卸量（公噸） | 貨物起卸量（公噸） |
| 年度               | 乘車人次         | 下車人次         | 發送量             | 到達量             |
| ------------------ | ---------------- | ---------------- | ------------------ | ------------------ |
| 1935年（昭和10年） | 17,991           | 16,038           | 4,178              | 746                |
| 1940年（昭和15年） | 37,360           | 35,830           | 7,357              | 2,167              |
| 1963年（昭和38年） | 34,443           | 35,896           | 11,571             | 182,177            |
| 1970年（昭和45年） | 85,345           | 85,345           | 2,418              | 1,331              |
| 1975年（昭和50年） | 56,327           | 56,327           | -                  | -                  |
| 1977年（昭和52年） | 50,768           | 50,768           | -                  | -                  |

## 現況
在廢站後，車站遺址建設了鶴田鐵路紀念館，遊客可自由進內參觀。另外，車站周邊變更為鶴田站新市鎮，有許多居民在此居住。

## 相鄰車站
日本國有鐵道（國鐵）
宮之城線
薩摩湯田－薩摩鶴田－薩摩求名

## 相關項目
- 日本鐵路車站列表 Sa